# Globální oteplování v Česku

Vzestup průměrné teploty na souši je globálně větší než na oceánu, takže i růst průměrných teplot v ČR je větší než růst globálních průměrných teplot.

Globální oteplování v České republice se týká změn podnebí v České republice v rozsahu od průmyslové revoluce. Česká republika je ovlivněna globálním oteplováním a předpokládá se, že dopady budou v budoucnu narůstat. Lidskou činností globální oteplování během 20. století je patrné v rekordních instrumentálních záznam teplot; projevuje se účastí České republiky v mezinárodních smlouvách a je součástí sociálních a politických debat.
Situaci v České republice shrnuje Strategie přizpůsobení se změně klimatu v podmínkách ČR z roku 2015 a Sedmé Národní sdělení České republiky k Rámcové úmluvě OSN o změně klimatu včetně doplňujících informací podle čl. 7.2 Kjótského protokolu z roku 2017, které mimo jiné obsahují zaznamenané trendy změny klimatu v ČR a odhad vývoje do poloviny 21. století, vliv změny klimatu na vybrané oblasti hospodářství a životního prostředí ČR a základní principy adaptačních opatření. Hlavní projevy změny klimatu, které byly pro Českou republiku identifikovány jako významné, jsou spolu s popisem zranitelnosti a rizik, hlavními dopady a strategickými cíli shrnuty v Národním akčním plánu adaptace na změnu klimatu z roku 2017, a jsou to:
1. Dlouhodobé sucho (jak v Česku od roku 2015, tak i v Evropě v roce 2018)
2. Povodně a přívalové povodně
3. Zvyšování teplot
4. Extrémní meteorologické jevy
  - Vydatné srážky
  - Extrémně vysoké teploty (vlny veder)
  - Extrémní vítr
5. Přírodní požáry

Státní strategii v oblasti ochrany klimatu do roku 2030 a zároveň plán rozvoje nízko-emisního hospodářství do roku 2050 představuje Politika ochrany klimatu v České republice z roku 2017, která obsahuje celkem 41 opatření. 73 % opatření se podle vyhodnocení podařilo naplnit, 22 % opatření bylo plněno částečně a 5 % nebylo plněno vůbec.

## Projevy

### Změny teplot

Průměrná roční teplota v ČR 1961-2021

Atlas podnebí Česka uvádí, že v období 1961–2000 roční průměrná teplota v ČR (průměr z 311 stanic) silně kolísala, nicméně měla statisticky významný oteplovací trend 0,28 °C za dekádu. Oteplování bylo nejvýraznější v zimě a na jaře, nevýznamné na podzim. Nejteplejší byl rok 2018 s průměrnou teplotou 9,6 °C (mimořádně nadnormální; s odchylkou +1,7 °C od normálu 1981–2010), dále to byl rok 2019 s průměrnou teplotou 9,5 °C a roky 2014 a 2015, oba s průměrnou teplotou 9,4 °C. Oteplování, obdobné se světovými pozorováními, potvrzují i další práce. Celkový trend oteplování byl v letech 1961–2000 překryt kratšími výkyvy, takže i v nejteplejším posledním desetiletí tohoto období se vyskytl jeden ze tří nejchladnějších roků celého čtyřicetiletí, rok 1996 s průměrem 6,3 °C. Vlivem lidské činnosti rostl efekt tepelného ostrova Prahy, projevující se celoročním zvýšením nočních teplot a zvýšením průměrných teplot v chladné polovině roku (říjen–březen). Podle ČHMÚ vzrostla v ČR průměrná teplota o 2,1 °C. V roce 2018 bylo v České republice zaznamenáno největší oteplení v Evropě a druhé největší na světě. V roce 2024 byl únor na stanici v Praze-Klementinu nejteplejší od roku 1775, celkově byl o 5,4°C teplejší oproti dlouhodobému klimatickému normálu.

### Sucho
Změna klimatu se v České republice zatím projevuje především výrazným suchem. S rostoucí teplotou se zvyšuje odpar vody a v Česku také rapidní úbytek zimních srážek v nížinách, která jsou stěžejní pro doplnění zásob spodní vody. Spodní voda se akumuluje dlouhou dobu a krátkodobé srážky v létě ji nedoplní, protože vodu při deštích odčerpá vegetace. Umírají nejen smrky a modříny, ale i stromy jako borovice, které mají hlubší kořeny.

Srovnání průměrné teploty v ČR v jednotlivých měsících

### Další projevy oteplování v Česku
V posledních deseti letech poklesly hodnoty všech charakteristik spojených se sněhem. Snižují se počty dní se sněhovou pokrývkou i měsíční a sezónní maxima výšky sněhové pokrývky. Sněhu ubývá v nížinách i na horách. Přitom výskyt sněhu je důležitým předpokladem vytvoření dostatečného množství povrchové i podzemní vody.

Trendy nárůstu teploty v ČR v jednotlivých měsících

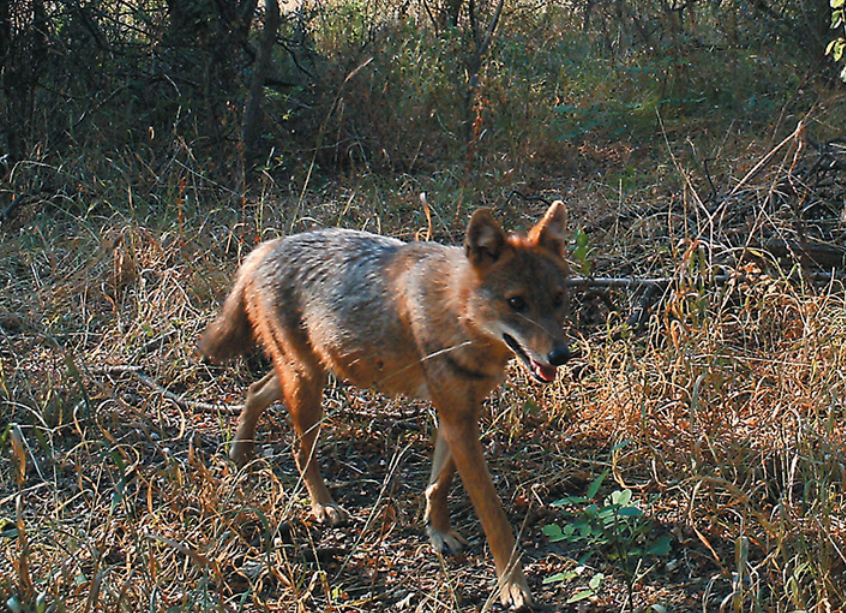
Pravděpodobně kvůli globálnímu oteplování se z Balkánu do Česka rozšiřuje šakal obecný. (viz. expanze šakala obecného do Česka)

Změny klimatu jsou průkazně pozorovatelné i v živé přírodě. Z pozorování v moravských lužních lesích vyplývá, že v období 1961–2000 se zde posunulo do dřívější doby rašení listů u vybraných druhů stromů a kvetení u vybraných keřů a bylin. U vybraných ptačích druhů pak byl zaznamenán posun začátku hnízdění. U některých druhů rostlin v lužních lesích byl pozorován i nárůst počtu květů.

## Mezivládní dohody a spolupráce
Pařížská dohoda je dohoda v rámci Rámcové úmluvy OSN o změně klimatu, která má omezit emise skleníkových plynů po roku 2020 a navázat tak na Kjótský protokol. Ratifikace pro Českou republiku nastala 5. října 2017, samotná dohoda pro Českou republiku vstoupila v platnost 4. listopadu 2017, šlo o poslední zemi Evropské unie, která dohodu ratifikovala.